# Пастернак Леонід Осипович
Леонід Осипович Пастернак  (англ. Leonid Pasternak, 22 березня (3 квітня) 1862 , Одеса, Одеське градоначальництво, Російська імперія  — 31 травня 1945 , Оксфорд ) — художник і графік українського єврейського походження. Працював у Російській імперії, Німеччині, Великій Британії, переїздив з країни у країну вимушено і в добу середньовіччя міг бути зарахованим до мандрівних майстрів. Створював пейзажі, портрети, картини побутового жанру, працював ілюстратором. Викладач.

## Росія
Народився у місті Одеса. Родина мала п'ять дітей. Батько художника був власником постоялого двору на околиці міста. Леонід змалку захоплювався малюванням, але в родині це захоплення не схвалювали. Тим не менше хлопець почав навчатися у Одеській малювальній школі у 1879-1881 рр. Гімназиста Леоніда дорослий знайомий родини Михайло Фрейденберг залучив до праці у одеських періодичних виданнях сатиричного спрямування «Сверчок», «Маяк» та ін. Там вперше був оприлюднений його малюнок «Жебрак».
У родині про кар'єру художника для сина не йшлося, тому 1881 р. він влаштувався на навчання у Московський імператорський університет (медичний факультет), де навчався лише два роки. Батьки вимагали, щоби він став лікарем і син підкорився. 1883 р. він перевівся у Новоросійський імператорський університет у місті Одеса, вже на юридичний факультет. Провчився знову два роки. Студенти Новоросійського університету мали право покидати Російську імперію і мешкати за кордоном. Леонід Пастернак знав про це і скористався правом покинути Росію, що була мачухою для єврейських мешканців, обмежених кордоном осідлості, що діяв у Росії.
Паралельно навчанню в університеті не припиняв займатися малюванням і живописом. Відомо, що у 1882 р. він навчався у московській школі-студії Сорокіна. Трохи пізніше навчався в Мюнхенській академії мистецтв (керівники — Ліцен-Мейєр та Гертеріх). Відомо, що опановував техніку офорта під керівництвом російського пейзажиста Івана Шишкіна (1832—1898).
Рано почав брати участь у виставках, входив до товариства «Світ мистецтва». Близько 25 років був викладачем. Його узяли на роботу у Московське училище живопису, скульптури і архітектури, але вимагали переходу в офіційне віросповідання православ'я. Він погодився працювати викладачем, але виговорив собі право не переходити у православ'я. Ще 1889 р. московський меценат Павло Третьяков придбав декілька його творів і картину «Вісті з батьківщини» («Лист із дому»). На отримані від продажу картин гроші молодий митець створив подорож до Парижа, про котрий тоді мріяв кожний художник.

## Праця у Німеччині
Загроза життю єврея-викладача виникла вже 1905 р., коли заворушення у Москві набули стихійного і кривавого характеру. Родина Пастернаків вимушено покинула небезпечну Москву і відбула у Німеччину. Осіли у Берліні, де художник працював портретистом. Згодом, аби заробити грошей і популярність, створив виставку власних творів.
У вересні 1921 року художник покинув більшовицьку Росію і відбув у Німеччину. Разом із ним відбули дружина та їх донька Лідія. Друга донька Пастернаків (Жозефіна) вже тоді мешкала у місті Мюнхен, тобто родина возз'єдналась у Німеччині. У німецький період творчості Леонід Пастернак створив низку портретів відомих осіб і діячів мистецтва. Серед них портрети німецьких художників М. Лібермана та Л. Коринта, письменників А. Ремізова та Г. Гауптмана, поета Р.-М. Рільке, композиторів С. Прокофьєва та Г. Ейслера, скрипаля М. Ельмана, науковця-фізика А.Ейнштейна, тодішнього канцлера Німеччини Г. Штреземана тощо.
Після того, як партія нацистів перемогла на виборах, з 1933 року Леоніду Пастернаку як єврею —— у Німеччині було заборонено працювати і як художнику, і як викладачу.

## Вимушений переїзд до Британії
Скориставшись тимчасовим дозволом на еміграцію з Німеччини, Леонід Пастернак з дружиною емігрували з нацистської Німеччини і прибули у Британію, де вже мешкали доньки Жозефіна та Лідія.
23 серпня 1939 року від чергового серцевого нападу померла дружина художника Розалі. Леонід Осипович, аби не бути самотнім у похилому віці, переїздить у Оксфорд, де мешкала на той час донька Лідія. Художник не припиняє працювати і в Оксфорді. До цього періоду належать «Композитор Йоган Себастьян Бах і король Фрідріх Гогенцолерн», «Композитор Мендельсон диригує „Мессією“ Генделя», «Письменник граф Лев Толстой за столом» тощо.
Помер у Оксфорді 31 травня 1945 року.

## Родина
- Розалія (Роза) Ізидорівна Кауфман, дружина, в минулому піаністка.
- Пастернак Борис Леонідович, син, російський поет і письменник
- Жозефіна, донька
- Лідія, донька
- Пастернак Олександр Леонідович, син, архітектор

## Вибрані твори (неповний перелік)
- «Думи в хаті», 1886 р.[8]

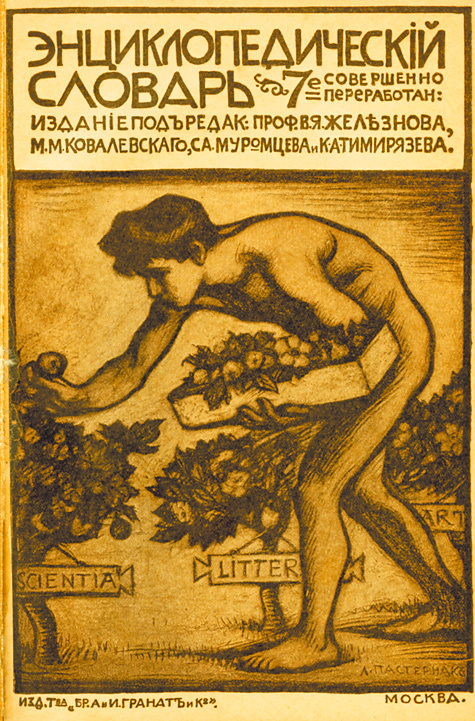
«Енциклопедичний словник», обкладинка для видання 1910 р.

- «Читають листа з села», 1889 р.[8]
- «Пані їде до рідних», 1890 р.[8]
- «Муки творчості», 1893 р.[8]
- «Ніч напередодні іспитів», 1895 р., Музей д'Орсе, Париж]]
- замальовки російського письменника Лева Толстого
- Малюнки до романа Л.Толстого «Війна і мир»
- «Автопортрет», 1908 р.
- «Історик В. О. Ключевський», 1909 р.
- «Діти Леоніда Пастернака Борис, Жозефіна, Лідія, Олександр», 1914 р.
- «Луїс Корінт», 1923 р.
- «Енциклопедичний словник», обкладинка для видання 1910 р.
- «Портрет співака Федора Шаляпіна», малюнок
- «Композитор Олександр Скрябін», 1909 р., малюнок
- «Філософ Лев Шестов», 1910 р., малюнок
- «Еміль Верхарн», 1913 р., малюнок
- «Портрет Рільке», малюнок
- «Композитор Йоган Себастьян Бах і король Фрідріх Гогенцолерн»
- «Композитор Мендельсон диригує „Мессією“ Генделя»
- «Письменник граф Лев Толстой за столом»
- «Пушкін і Арина Родіонівна»
- «Портрет старшого сина Бориса», малюнок, Третьяковська галерея

## Пастелі й малюнки

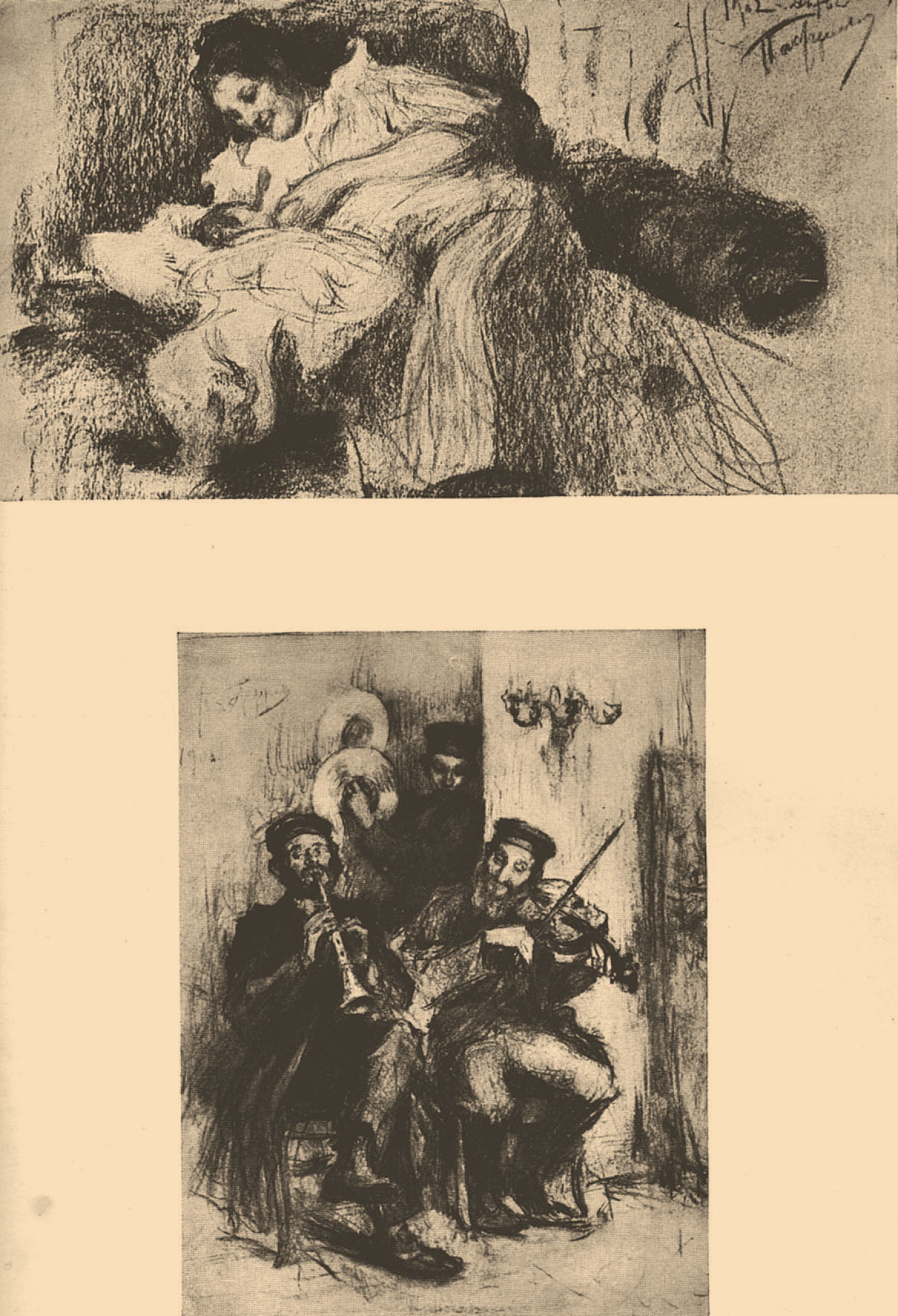
Єврейська енциклопедія Брокгауза і Ефрона, ілюстрації Леоніда Пастернака
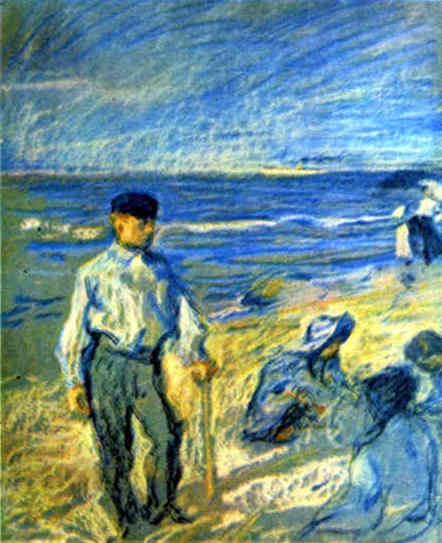
«Острів Рюген», 1906 р., пастель
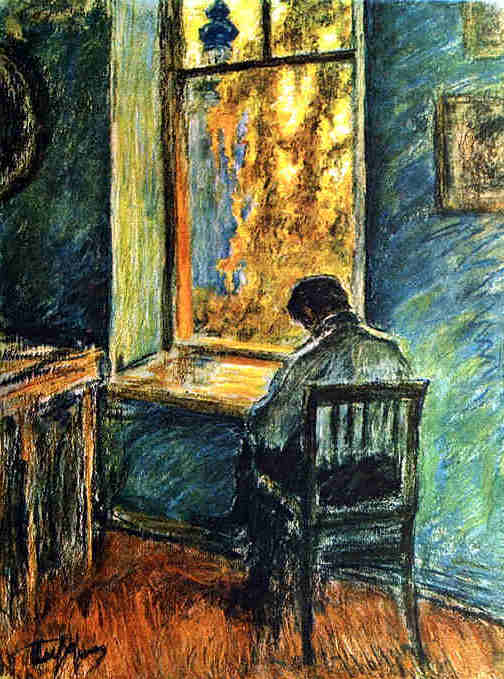
«Осінь. Біля вікна», 1913 р., пастель
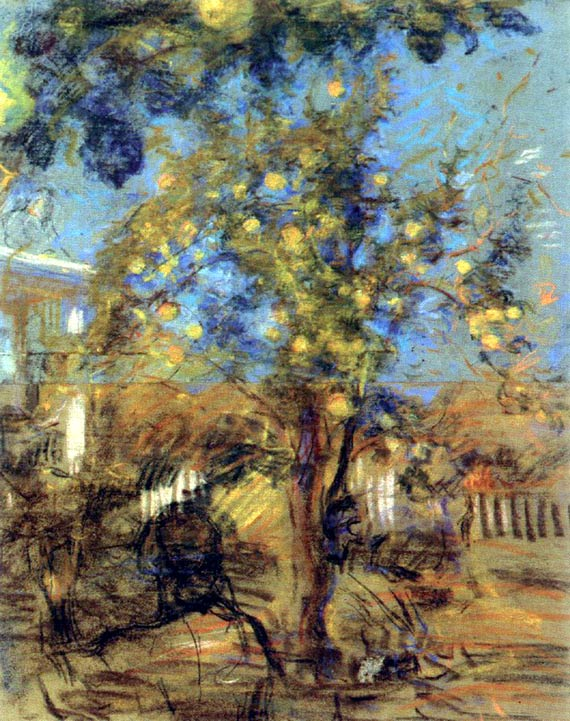
«Яблуня», 1918 р., пастель
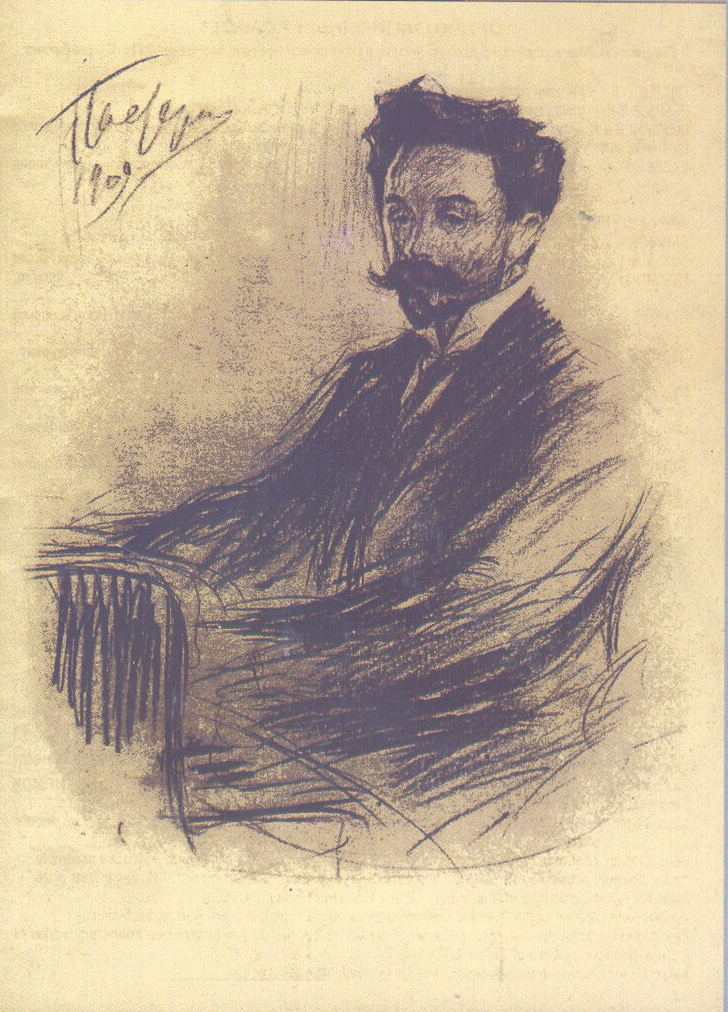
«Композитор Олександр Скрябін», 1909 р.
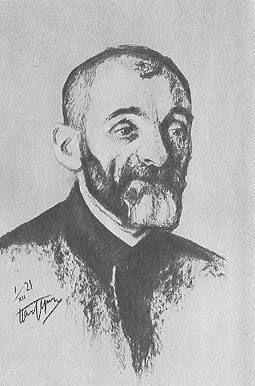
«Філософ Лев Шестов», 1909 р.
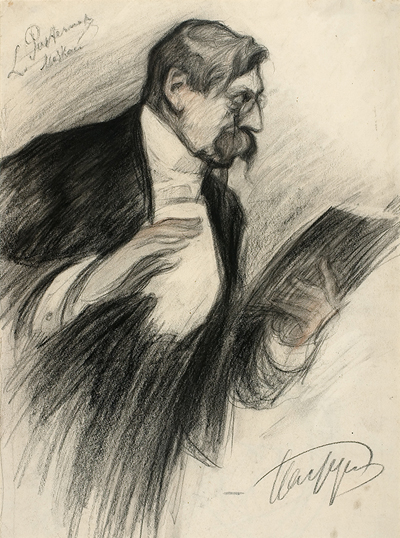
«Еміль Верхарн»,  1913 р.
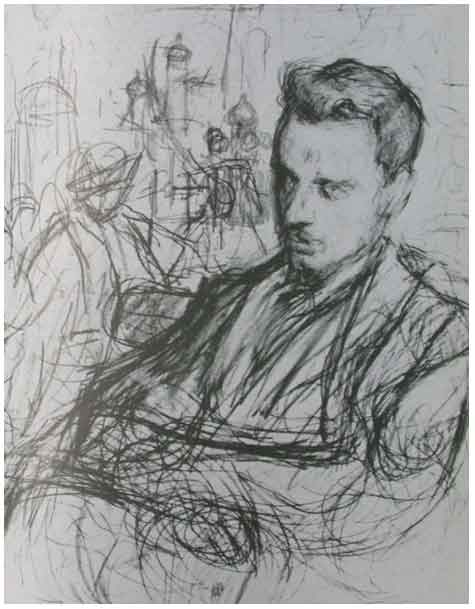
«Портрет Рільке»

## Живопис

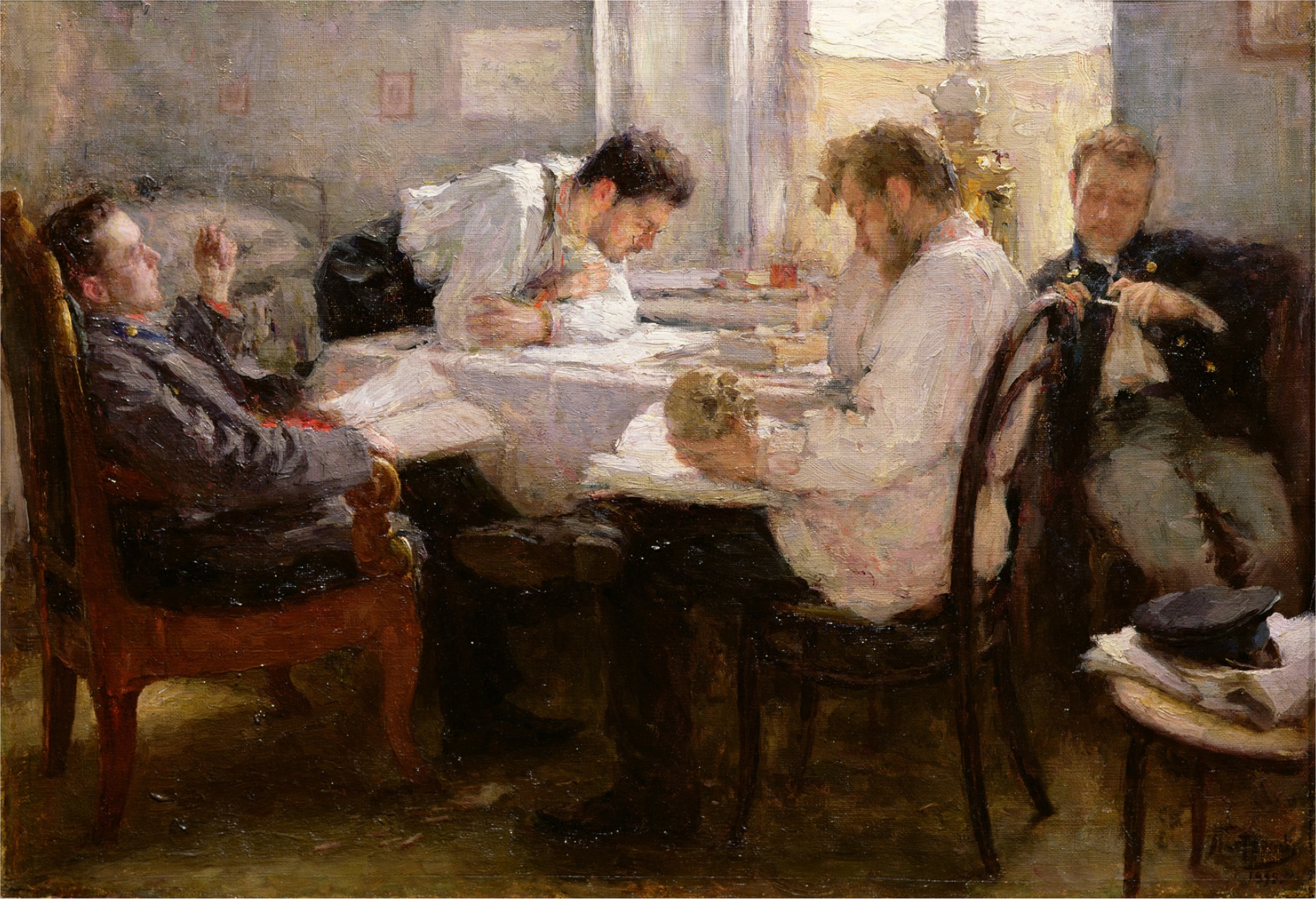
«Ніч напередодні іспитів», 1895 р., Музей д'Орсе, Париж

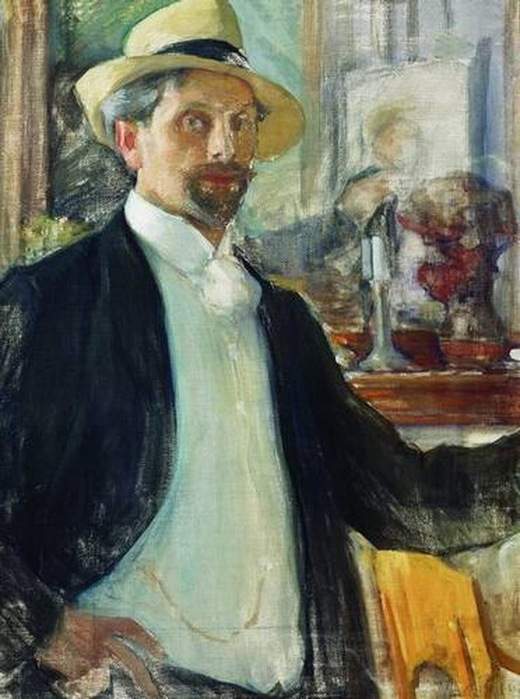
«Автопортрет», 1908 р., Псков.
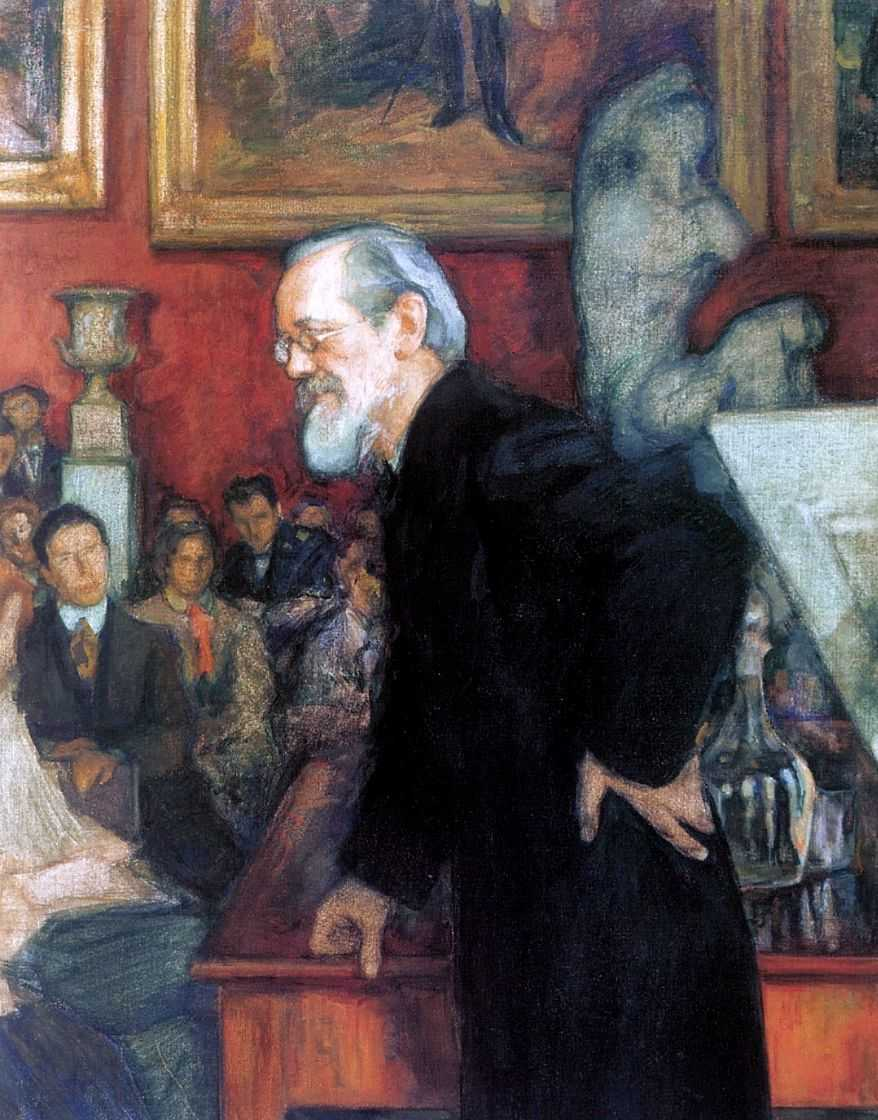
«Історик і викладач В.О. Ключевський», 1909 р.
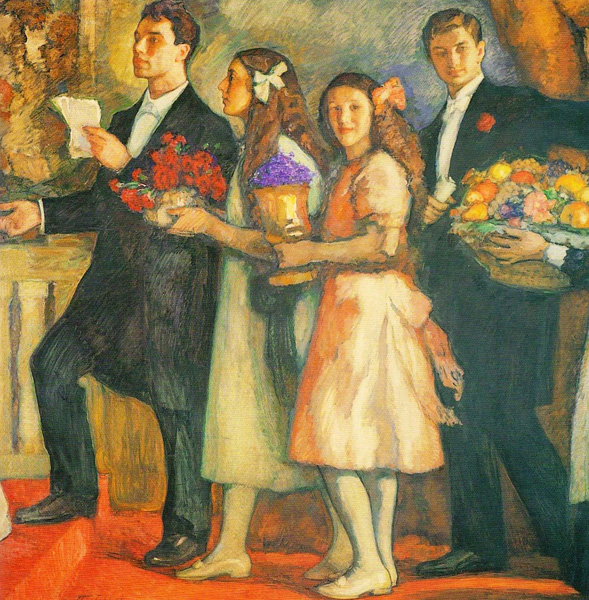
«Діти Леоніда Пастернака Борис, Жозефіна, Лідія, Олександр», 1914 р.
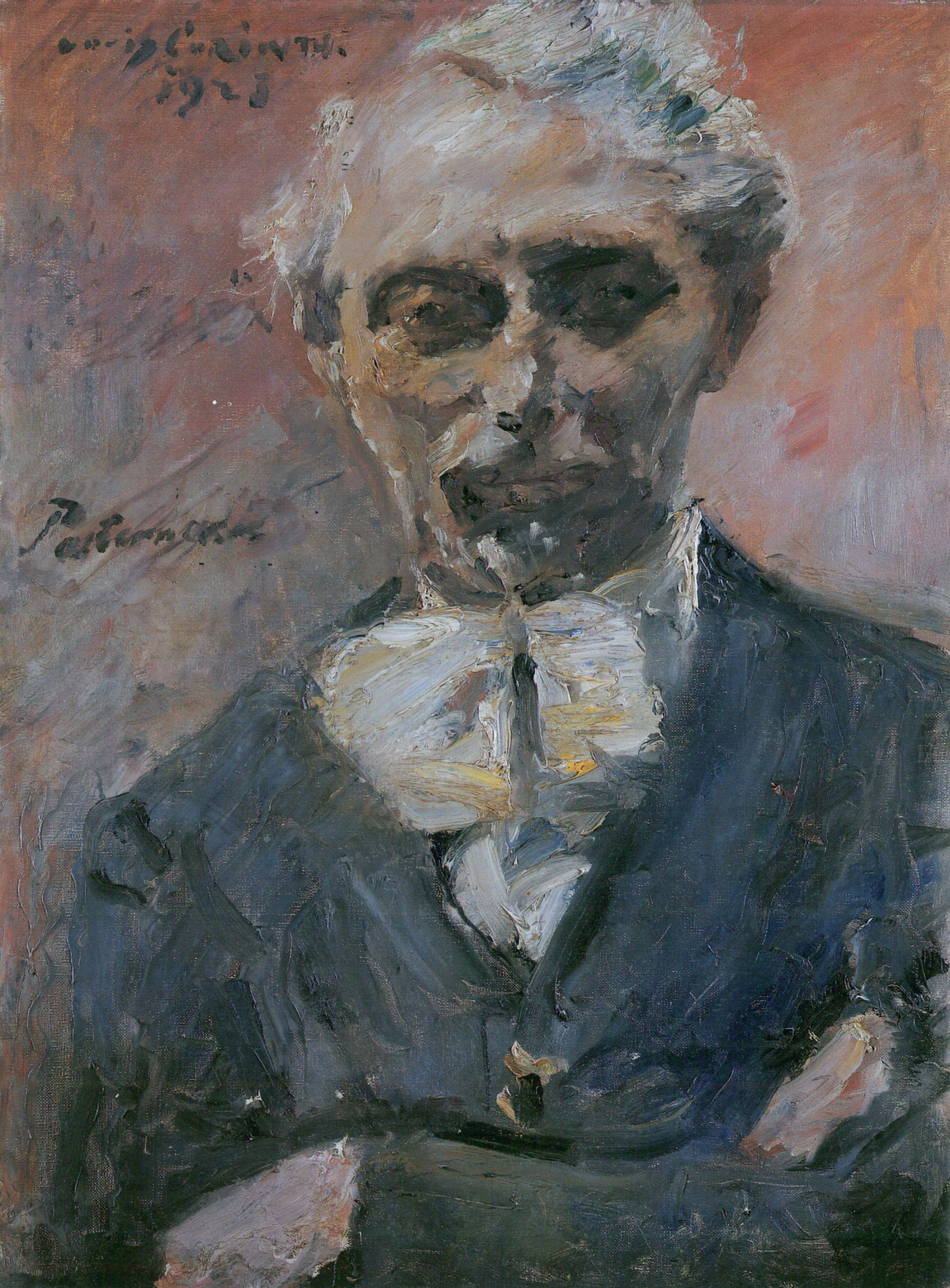
«Художник Луїс Корінт», 1923 р.